# Velika nagrada Španije 2011
Velika nagrada Španije 2011 je bila peta dirka Svetovnega prvenstva Formule 1 v sezoni 2011. Odvijala se je 22. maja 2011 na dirkališču Circuit de Catalunya, Montmeló. Zmagal je Sebastian Vettel, Red Bull-Renault, drugo mesto je osvojil Lewis Hamilton, tretje pa Jenson Button, oba McLaren-Mercedes.

## Rezultati

### Kvalifikacije
| Poz | Št | Dirkač             | Konstruktor          | 1. del    | 2. del   | 3. del    | Št. m. |
| --- | -- | ------------------ | -------------------- | --------- | -------- | --------- | ------ |
| 1   | 2  | Mark Webber        | Red Bull-Renault     | 1:23,619  | 1:21,773 | 1:20,981  | 1      |
| 2   | 1  | Sebastian Vettel   | Red Bull-Renault     | 1:24,142  | 1:21,540 | 1:21,181  | 2      |
| 3   | 3  | Lewis Hamilton     | McLaren-Mercedes     | 1:24,370  | 1:22,148 | 1:21,961  | 3      |
| 4   | 5  | Fernando Alonso    | Ferrari              | 1:23,485  | 1:22,813 | 1:21,964  | 4      |
| 5   | 4  | Jenson Button      | McLaren-Mercedes     | 1:24,428  | 1:22,050 | 1:21,996  | 5      |
| 6   | 10 | Vitalij Petrov     | Renault              | 1:23,069  | 1:22,948 | 1:22,471  | 6      |
| 7   | 8  | Nico Rosberg       | Mercedes             | 1:23,507  | 1:22,569 | 1:22,599  | 7      |
| 8   | 6  | Felipe Massa       | Ferrari              | 1:23,506  | 1:23,026 | 1:22,888  | 8      |
| 9   | 12 | Pastor Maldonado   | Williams-Cosworth    | 1:23,406  | 1:22,854 | 1:22,952  | 9      |
| 10  | 7  | Michael Schumacher | Mercedes             | 1:22,960  | 1:22,671 | brez časa | 10     |
| 11  | 18 | Sébastien Buemi    | Toro Rosso-Ferrari   | 1:23,962  | 1:23,231 |           | 11     |
| 12  | 17 | Sergio Pérez       | Sauber-Ferrari       | 1:24,209  | 1:23,367 |           | 12     |
| 13  | 19 | Jaime Alguersuari  | Toro Rosso-Ferrari   | 1:24,049  | 1:23,694 |           | 13     |
| 14  | 16 | Kamui Kobajaši     | Sauber-Ferrari       | 1:23,656  | 1:23,702 |           | 14     |
| 15  | 20 | Heikki Kovalainen  | Lotus-Renault        | 1:25,874  | 1:25,403 |           | 15     |
| 16  | 15 | Paul di Resta      | Force India-Mercedes | 1:24,332  | 1:26,126 |           | 16     |
| 17  | 14 | Adrian Sutil       | Force India-Mercedes | 1:24,648  | 1:26,571 |           | 17     |
| 18  | 21 | Jarno Trulli       | Lotus-Renault        | 1:26,521  |          |           | 18     |
| 19  | 11 | Rubens Barrichello | Williams-Cosworth    | 1:26,910  |          |           | 19     |
| 20  | 24 | Timo Glock         | Virgin-Cosworth      | 1:27,315  |          |           | 20     |
| 21  | 23 | Vitantonio Liuzzi  | HRT-Cosworth         | 1:27,809  |          |           | 21     |
| 22  | 22 | Narain Kartikejan  | HRT-Cosworth         | 1:27,908  |          |           | 22     |
| 23  | 25 | Jérôme d'Ambrosio  | Virgin-Cosworth      | 1:28,556  |          |           | 23     |
| 24  | 9  | Nick Heidfeld      | Renault              | brez časa |          |           | 24     |

### Dirka
| Poz | Št | Dirkač             | Konstruktor          | Krogi | Čas/Odstop  | Št. m. | Toč |
| --- | -- | ------------------ | -------------------- | ----- | ----------- | ------ | --- |
| 1   | 1  | Sebastian Vettel   | Red Bull-Renault     | 66    | 1:39:03,301 | 2      | 25  |
| 2   | 3  | Lewis Hamilton     | McLaren-Mercedes     | 66    | +0,630      | 3      | 18  |
| 3   | 4  | Jenson Button      | McLaren-Mercedes     | 66    | +35,697     | 5      | 15  |
| 4   | 2  | Mark Webber        | Red Bull-Renault     | 66    | +47,966     | 1      | 12  |
| 5   | 5  | Fernando Alonso    | Ferrari              | 65    | +1 krog     | 4      | 10  |
| 6   | 7  | Michael Schumacher | Mercedes             | 65    | +1 krog     | 10     | 8   |
| 7   | 8  | Nico Rosberg       | Mercedes             | 65    | +1 krog     | 7      | 6   |
| 8   | 9  | Nick Heidfeld      | Renault              | 65    | +1 krog     | 24     | 4   |
| 9   | 17 | Sergio Pérez       | Sauber-Ferrari       | 65    | +1 krog     | 12     | 2   |
| 10  | 16 | Kamui Kobajaši     | Sauber-Ferrari       | 65    | +1 krog     | 14     | 1   |
| 11  | 10 | Vitalij Petrov     | Renault              | 65    | +1 krog     | 6      |     |
| 12  | 15 | Paul di Resta      | Force India-Mercedes | 65    | +1 krog     | 16     |     |
| 13  | 14 | Adrian Sutil       | Force India-Mercedes | 65    | +1 krog     | 17     |     |
| 14  | 18 | Sébastien Buemi    | Toro Rosso-Ferrari   | 65    | +1 krog     | 11     |     |
| 15  | 12 | Pastor Maldonado   | Williams-Cosworth    | 65    | +1 krog     | 9      |     |
| 16  | 19 | Jaime Alguersuari  | Toro Rosso-Ferrari   | 64    | +2 kroga    | 13     |     |
| 17  | 11 | Rubens Barrichello | Williams-Cosworth    | 64    | +2 kroga    | 19     |     |
| 18  | 21 | Jarno Trulli       | Lotus-Renault        | 64    | +2 kroga    | 18     |     |
| 19  | 24 | Timo Glock         | Virgin-Cosworth      | 63    | +3 krogi    | 20     |     |
| 20  | 25 | Jérôme d'Ambrosio  | Virgin-Cosworth      | 62    | +4 krogi    | 23     |     |
| 21  | 22 | Narain Kartikejan  | HRT-Cosworth         | 61    | +5 krogov   | 22     |     |
| Ods | 6  | Felipe Massa       | Ferrari              | 57    | Menjalnik   | 8      |     |
| Ods | 20 | Heikki Kovalainen  | Lotus-Renault        | 47    | Trčenje     | 15     |     |
| Ods | 23 | Vitantonio Liuzzi  | HRT-Cosworth         | 27    | Menjalnik   | 21     |     |